# Гіркополонківська сільська громада
Гіркополонківська сільська громада — колишня об'єднана територіальна громада України, в Луцькому районі Волинської області. Адміністративний центр — село Гірка Полонка.
Площа громади — 90,64 км², населення — 7381 мешканець (2018).
Утворена 1 серпня 2018 року шляхом об'єднання Гіркополонківської, Лаврівської та Ратнівської сільських рад Луцького району.

## Населені пункти
До складу громади входили 6 сіл: Вікторяни, Гірка Полонка, Лаврів, Оздів, Полонка та Ратнів.

## Географія
Територією громади протікає річка Чорногузка.